# NGC 3281C
NGC 3281C је лентикуларна галаксија у сазвежђу Шмрк (Пумпа) која се налази на NGC листи објеката дубоког неба.
Деклинација објекта је - 34° 53' 11" а ректасцензија 10h 32m 59,3s. Привидна величина (магнитуда) објекта NGC 3281 износи 13,3 а фотографска магнитуда 14,3. NGC 3281C је још познат и под ознакама ESO 375-63, MCG -6-23-53, PGC 31173.